# 浅見淳之
浅見 淳之（あさみ あつゆき、1959年 - ）は、日本の農業経済学者。京都大学名誉教授。甲子園大学特任教授。地域農林経済学会会長。日本農業経済学会会長。

## 人物・経歴
東京都生まれ。1982年千葉大学園芸学部卒業。1986年京都大学大学院農学研究科博士課程中退、帯広畜産大学畜産学部助手。京都大学大学院農学研究科生物資源経済学専攻講師、准教授を経て、教授。2020年地域農林経済学会会長。2022年日本農業経済学会会長。 
2024年4月から2025年3月まで京都大学学術情報メディアセンター研究員、2025年4月より甲子園大学栄養学部特任教授、京都大学名誉教授。

## 著書
- 『農業経営・産地発展論』大明堂 1989年
- 『変貌する農産物流通システム 卸売市場の国際比較』（小林康平、甲斐諭、諸岡慶昇、福井清一、菅沼圭輔と共著）農山漁村文化協会 1995年
- 『農村の新制度経済学 : アジアと日本』日本評論社 2015年

### 編集
- 『中国農家における公正と効率』（辻井博, 松田芳郎と共編著）多賀出版 2005年
- 『戦前期の農家簿記と農林省農家経済調査 : 京大式簿記を中心に』一橋大学経済研究所附属社会科学統計情報研究センター 2011年
- 『農業経営発展の会計学 : 現代、戦前、海外の経営発展』（稲本志良, 小野博則, 四方康行, 横溝功と共編）昭和堂 2012年

## 受賞
- 日本農業経済学会賞 1990[3]
- 北海道農業経済学会奨励賞 1990[3]
- 地域農林経済学会学会誌賞 1998[3]
- 日本農業経済学会学会誌賞 2010[3]
- 地域農林経済学会特別賞 2013[3]
- 日本農業経済学会学術賞 2016[3]
- 日本フードシステム学会学術賞 2016[3]